# Last Christmas
"Last Christmas" là một bài hát của bộ đôi nhóm nhạc Anh Quốc Wham! nằm trong album tổng hợp đầu tiên của họ, Music from the Edge of Heaven (1986). Nó được phát hành như là một đĩa đơn mặt A đôi với "Everything She Wants" vào ngày 3 tháng 12 năm 1984 bởi Columbia Records và Epic Records, đồng thời là đĩa đơn đầu tiên trích từ album. Bài hát được viết lời và sản xuất bởi giọng ca chính của nhóm George Michael, và lấy cảm hứng sau chuyến thăm của ông và thành viên còn lại Andrew Ridgeley đến nhà bố mẹ của nam ca sĩ. "Last Christmas" là một bản nhạc Giáng sinh mang âm hưởng từ synth-pop và dance-pop với nội dung đề cập đến một mối quan hệ thất bại của một chàng trai với một cô gái, trong đó anh tiết lộ đã thể hiện tình cảm của mình đối với cô gái vào dịp Giáng sinh, nhưng đã bị khước từ. Tuy nhiên, bài hát đã vấp phải một vụ kiện từ những tác giả của bài hát năm 1977 của Barry Manilow "Can't Smile Without You" về vấn đề đạo lời, nhưng sau đó đã được giải quyết ngoài tòa.
Sau khi phát hành, "Last Christmas" nhận được những phản ứng tích cực từ các nhà phê bình âm nhạc, trong đó họ đánh giá cao giai điệu ấm áp cũng như quá trình sản xuất nó. Kể từ khi phát hành, bài hát đã gặt hái những thành công vượt trội về mặt thương mại trên toàn thế giới, đứng đầu các bảng xếp hạng ở Đan Mạch, Slovenia và Thụy Điển, và lọt vào top 10 ở hầu hết những quốc gia nó xuất hiện, bao gồm những thị trường lớn như Úc, Áo, Bỉ, Phần Lan, Đức, Ireland, Ý, Hà Lan, New Zealand, Na Uy, Tây Ban Nha, Thụy Sĩ và Vương quốc Anh, nơi nó trở thành đĩa đơn bán chạy nhất trong lịch sử bảng xếp hạng tại đây mà không đạt vị trí quán quân. Tại Hoa Kỳ, "Last Christmas" đã không thể lọt vào bảng xếp hạng Billboard Hot 100 trong năm 1984 theo quy định lúc bấy giờ do không được phát hành làm đĩa đơn thương mại, nhưng đã liên tục trên bảng xếp hạng sau nhiều năm kể từ khi luật lệ được thay đổi, và đạt thứ hạng cao nhất ở vị trí thứ 25 trên Hot 100.
Video ca nhạc cho "Last Christmas" được đạo diễn bởi Andy Morahan, trong đó bao gồm những cảnh Michael và Ridgeley đi cùng bạn gái của cả hai đến thăm những người bạn tại nhà riêng của họ trong một khu nghỉ mát trượt tuyết. Nó đã nhận được một đề cử tại giải Brit năm 1985 cho Đĩa đơn Video của năm. Được ghi nhận là bài hát trứ danh trong sự nghiệp của Wham!, bài hát đã được hát lại và sử dụng làm nhạc mẫu bởi rất nhiều nghệ sĩ, trong đó nổi bật phải kể đến Carole King, Gwen Stefani, Hilary Duff, Taylor Swift, Ashley Tisdale, Cascada, Olly Murs, Ariana Grande, Rita Ora, Carly Rae Jepsen và dàn diễn của Glee, cũng như xuất hiện trong nhiều tác phẩm điện ảnh và truyền hình, bao gồm Black Mirror, Coronation Street, Doctors, The Holiday và The Office. Tính đến nay, nó đã bán được hơn 5 triệu bản trên toàn cầu, trở thành một trong những đĩa đơn bán chạy nhất mọi thời đại, và Wham! đã quyên góp toàn bộ số tiền bản quyền và doanh thu từ đĩa đơn lúc bấy giờ cho nạn đói ở Ethiopia.

## Danh sách bài hát
Đĩa 7" tại châu Âu và Anh quốc
1. "Last Christmas" – 4:24
2. "Everything She Wants" – 5:07

Đĩa 12" tại châu Âu và Anh quốc
1. "Last Christmas" (Pudding phối) – 6:47
2. "Everything She Wants" – 5:07

## Xếp hạng
| Bảng xếp hạng (1984-2019)             | Vị trí cao nhất |
| ------------------------------------- | --------------- |
| Úc (Kent Music Report)                | 3               |
| Áo (Ö3 Austria Top 40)                | 4               |
| Bỉ (Ultratop 50 Flanders)             | 2               |
| Canada (Canadian Hot 100)             | 10              |
| Đan Mạch (Tracklisten)                | 1               |
| Phần Lan (Suomen virallinen lista)    | 2               |
| Pháp (SNEP)                           | 8               |
| Đức (Official German Charts)          | 3               |
| Hy Lạp (IFPI Greece)                  | 3               |
| Hungary (Single Top 40)               | 2               |
| Ireland (IRMA)                        | 2               |
| Ý (FIMI)                              | 2               |
| Nhật Bản (Japan Hot 100)              | 13              |
| Nhật Bản (Oricon)                     | 12              |
| Nhật Bản (Oricon International Chart) | 1               |
| Hà Lan (Dutch Top 40)                 | 2               |
| Hà Lan (Single Top 100)               | 4               |
| New Zealand (Recorded Music NZ)       | 2               |
| Na Uy (VG-lista)                      | 2               |
| Ba Lan (Polish Airplay Top 100)       | 8               |
| Slovakia (Singles Digitál Top 100)    | 2               |
| Slovenia (SloTop50)                   | 1               |
| Hàn Quốc (Gaon International Singles) | 5               |
| Tây Ban Nha (PROMUSICAE)              | 5               |
| Thụy Điển (Sverigetopplistan)         | 1               |
| Thụy Sĩ (Schweizer Hitparade)         | 3               |
| Anh Quốc (OCC)                        | 2               |
| Hoa Kỳ Billboard Hot 100              | 25              |
| Hoa Kỳ Adult Contemporary (Billboard) | 22              |
| Hoa Kỳ Adult Pop Airplay (Billboard)  | 40              |
| Hoa Kỳ Holiday 100 (Billboard)        | 5               |

| Bảng xếp hạng (1984)                 | Vị trí |
| ------------------------------------ | ------ |
| Netherlands (Single Top 100)         | 31     |
| UK Singles (Official Charts Company) | 6      |
| Bảng xếp hạng (1985)                 | Vị trí |
| Australia (Kent Music Report)        | 31     |
| Belgium (Ultratop 50 Flanders)       | 65     |
| Italy (FIMI)                         | 22     |
| Netherlands (Dutch Top 40)           | 65     |
| UK Singles (Official Charts Company) | 33     |
| Bảng xếp hạng (1997)                 | Vị trí |
| Netherlands (Dutch Top 40)           | 233    |

| Bảng xếp hạng (1980-89)              | Vị trí |
| ------------------------------------ | ------ |
| UK Singles (Official Charts Company) | 6      |

| Bảng xếp hạng                        | Vị trí |
| ------------------------------------ | ------ |
| UK Singles (Official Charts Company) | 15     |

## Chứng nhận
| Quốc gia                                                                           | Chứng nhận  | Số đơn vị/doanh số chứng nhận |
| ---------------------------------------------------------------------------------- | ----------- | ----------------------------- |
| Úc (ARIA)                                                                          | 2× Bạch kim | 140.000‡                      |
| Đan Mạch (IFPI Đan Mạch)                                                           | 2× Bạch kim | 180.000‡                      |
| Đức (BVMI)                                                                         | Bạch kim    | 500.000‡                      |
| Hy Lạp (IFPI Hy Lạp)                                                               | Vàng        | 10.000^                       |
| Ý (FIMI)                                                                           | Bạch kim    | 30.000*                       |
| Nhật Bản (RIAJ)                                                                    | —           | 655,000                       |
| New Zealand (RMNZ)                                                                 | Bạch kim    | 20.000*                       |
| Hàn Quốc (Gaon Chart)                                                              | —           | 289,565                       |
| Tây Ban Nha (PROMUSICAE)                                                           | Vàng        | 25.000^                       |
| Anh Quốc (BPI)                                                                     | Bạch kim    | 2,071,696                     |
| Hoa Kỳ (RIAA)                                                                      | —           | 751,000                       |
| * Chứng nhận dựa theo doanh số tiêu thụ. ^ Chứng nhận dựa theo doanh số nhập hàng. |             |                               |